# Rabanal de Luna
Rabanal de Luna es una localidad del municipio leonés de Sena de Luna, en la Comunidad Autónoma de Castilla y León. El pueblo se encuentra al noroeste del municipio, a orillas del río Luna, que desemboca en el embalse de Barrios de Luna. Se accede a la localidad a través de la carretera autonómica CL-626.
La iglesia está dedicada a El Salvador.

## Localidades limítrofes
Confina con las siguientes localidades:
- Al sureste con Sena de Luna.
- Al noroeste con Villafeliz de Babia.

## Demografía
Evolución de la población
| Gráfica de evolución demográfica de Rabanal de Luna entre 2000 y 2017 |
|                                                                       |
| Población de derecho (2000-2017) según el padrón municipal del INE    |

## Historia
Así se describe a Rabanal de Luna (Rabanal de Sena) en el tomo XIII del Diccionario geográfico-estadístico-histórico de España y sus posesiones de Ultramar, obra impulsada por Pascual Madoz a mediados del siglo XIX:

Lugar en la provincia de León, partido judicial de Murias de Paredes, diócesis de Oviedo, audiencia territorial y capitanía general de Valladolid y ayuntamiento de Láncara; Situado al pie de las montañas del Cuartero y margen del río Luna; su clima es frío, pero sano. Tiene 32 casas; escuela de primeras letras por temporada; iglesia parroquial (San Salvador) servida por un cura de ingreso y patronato laical; una ermita propiedad del vecindario, y buenas aguas potables. Confina con Villafeliz, Sena y Curueña. En su término hay un santuario llamado de Pruneda dedicado a Nuestra Señora; junto a él nace una fuente abundante que impulsa las máquinas de un molino harinero de una sola rueda, y un batán. El terreno es montuoso, y le fertilizan algún tanto las aguas del Luna. Producciones: granos, lino, legumbres y muy buenos pastos para el ganado que cría, que es lo que constituye su principal riqueza. Población: 31 vecinos, 116 almas. Contribución: con su ayuntamiento.
Diccionario geográfico-estadístico-histórico de España y sus posesiones de Ultramar